# 新庙

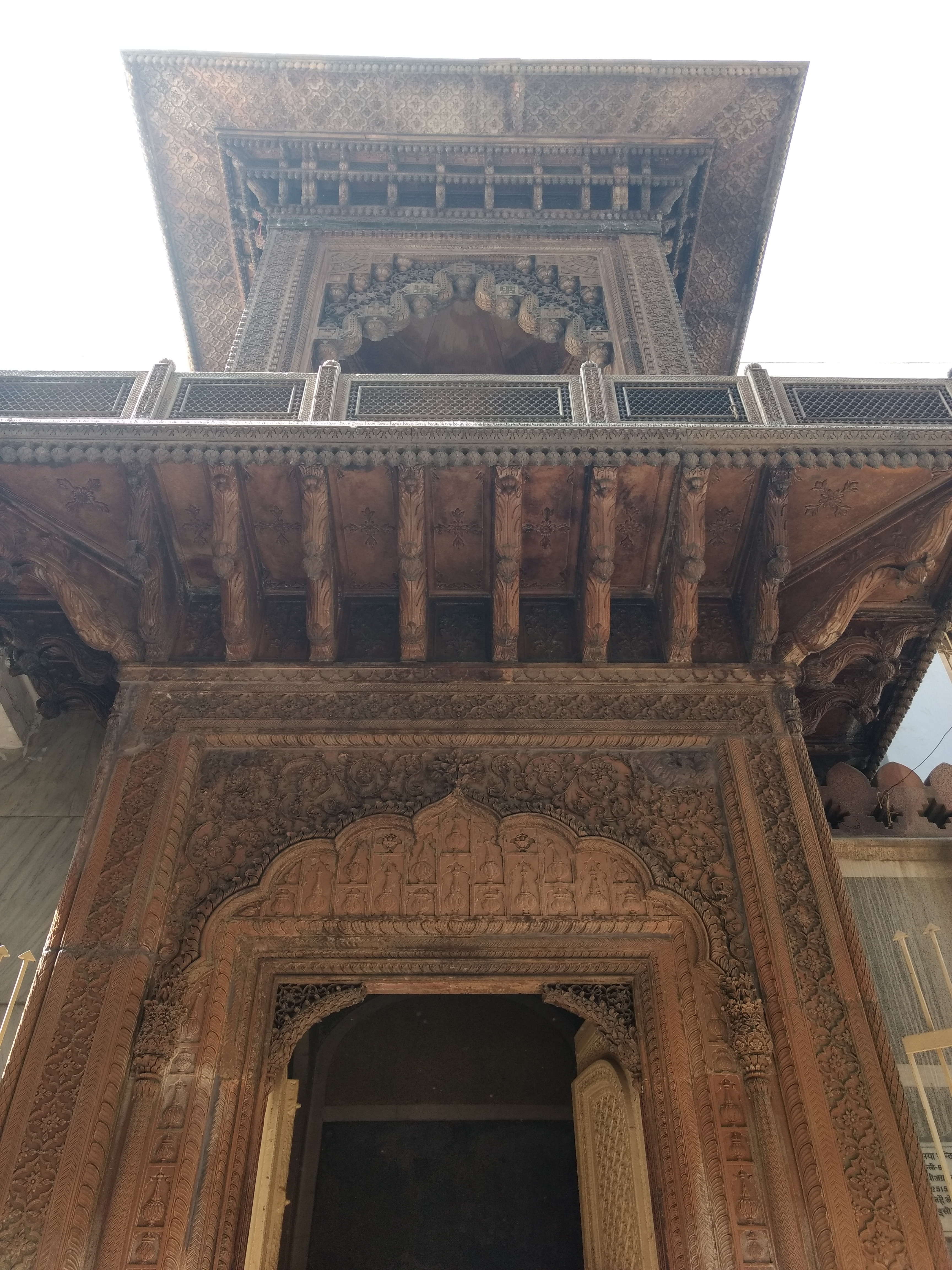
新廟

新庙（Naya Mandir，नया मंदिर）是老德里一座古老的耆那教寺庙，位于Dharampura耆那教社区。
1807年，莫卧儿王朝帝国财政官Raja Harsukh Rai获得批准，在Dharamapura耆那教社区构建了一座庞大而华丽的耆那教寺庙，花费大约80万卢比，当时是一个很大的数额。他还得到皇家的许可，为这座庙兴建了一个塔，这是莫卧儿时期的第一个有塔的寺庙。相对于已经存在的老庙，这座庙宇被称为新庙。
该寺庙收藏有重要的经卷。